# Bianor biguttatus
Bianor biguttatus är en spindelart som beskrevs av Wesolowska, van Harten 2002. Bianor biguttatus ingår i släktet Bianor och familjen hoppspindlar. Inga underarter finns listade.